# Skuggkraterlav
Skuggkraterlav (Gyalecta friesii) är en lavart som beskrevs av Julius Christian Gottlieb Ulrich Gustav Georg Adam Ernst Adam Friedrich von Flotow och Gustav Wilhelm Körber. Skuggkraterlav ingår i släktet Gyalecta, och familjen Gyalectaceae. Enligt den finländska rödlistan är arten akut hotad i Finland. Enligt den svenska rödlistan är arten nära hotad i Sverige. Arten förekommer i Svealand, Nedre Norrland och Övre Norrland. Artens livsmiljö är skogar.